# Гоше, Филипп
Филипп Шарль Эрнест Гоше (фр. Philippe Charles Ernest Gaucher) (26 июля 1854, Шампиньи, Ньевр — 25 января 1918, Париж) — французский врач-дерматолог, лауреат госпиталя Парижа.

## Научная деятельность
Филипп Гоше родился в Шампиньи (Ньевр, Франция) 26 июля 1854 года, работал гистологом на факультете медицины, был членом Клинического общества Парижа. В 1882 году Филипп Гоше описал случай увеличенной селезёнки у женщины 32 лет. На вскрытии он обнаружил, что клетки селезёнки также были увеличены. Клиническое и патологическое описание этого случая стало основой его докторской диссертации. Впоследствии оказалось, что Гоше открыл редкое наследственное заболевание, связанное с нарушением липидного обмена. Нарушение было названо в честь него «болезнь Гоше», а обнаруженные клетки — «клетки Гоше».
В 1902 году Филипп Гоше стал заведующим отдела дерматологии и сифилографии Университета Парижа, сменив на этом посту известного венеролога Жана Альфреда Фурнье. Основал журнал по венерическим заболеваниям «Annals ded Maladies Vénériennes». Умер 25 января 1918 года в Париже.